# Antiquark down

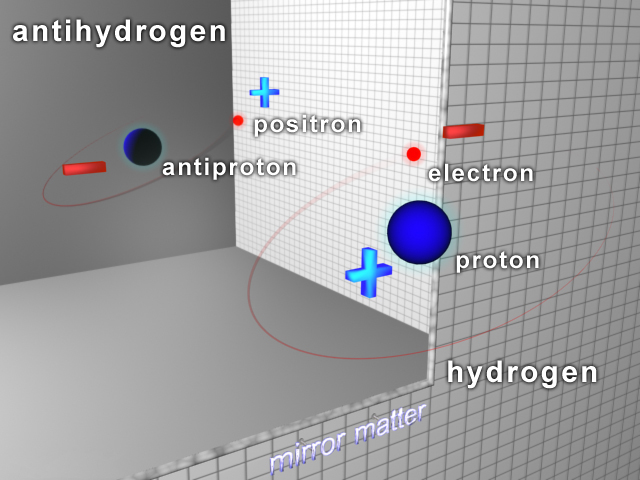
Um anti-hidrogénio é composto por um antiprotão e um positrão.

Antiquark down é um antiquark, a antipartícula do quark down. Ele possui a mesmas características que o quark down, ele tem massa estimada entre 4,1 e 5,8 MeV/c². Algumas características suas têm o mesmo módulo que o do quark down, porém sinal contrário: spin -1/2, carga elétrica +1/3 e número bariônico -1/3.
Os píons carregados (π±) são mésons contendo um quark up e um antiquark down. Um antipróton é composto de dois antiquarks ups e um antiquark down e um antinêutron é composto de um antiquark up e dois antiquarks downs.
O antiquark Down está presente dentro de anti-núcleons que compõem alguns átomos exóticos como por exemplo é o caso do anti-hidrogênio que é composto de um antipróton e um pósitron.